# Adam Celiński
Adam Celiński (ur. w grudniu 1809 w Płomnicy w pobliżu Włodawy, zm. 8 grudnia 1837 w Montpellier) – polski poeta, powstaniec listopadowy. 

## Życiorys
Pochodził z rodziny drobnoszlacheckiej. Jego ojciec był właścicielem małej wioski. Kształcił się w Brześciu nad Bugiem oraz w Liceum Krzemienieckim pod kierunkiem Józefa Korzeniowskiego. W 1829 rozpoczął studia na Wydziale Prawa i Administracji Królewskiego Uniwersytetu Warszawskiego. 
Po wybuchu powstania listopadowego wstąpił do akademickiej gwardii honorowej (1 grudnia 1830). Otrzymał stopień oficera. 22 stycznia 1831 jako członek Towarzystwa Braci Polaków Zjednoczonych podpisał adres do Sejmu o przystąpieniu ziem wschodnich do powstania. Został też członkiem Towarzystwa Patriotycznego. W ramach tej organizacji wykonał kilka niebezpiecznych misji na Wołyniu. Pracował też w ludwisarni warszawskiej. W stopniu podporucznika służył w: strzelcach celnych Grothusa, Legii Litewsko-Wołyńskiej czy 4 pułku piechoty liniowej. W Płocku odłączył się od 4 pułku. Przedostał się do Galicji. Przebywał w Krakowie i we Lwowie, prowadząc życie lekkomyślne. 
Ostatecznie zdecydował się na emigrację. Przybył najpierw do Szwajcarii, a w październiku 1833 do Francji. W Paryżu w latach 1834–1835 studiował w Szkole Sztabu. Było to możliwe dzięki wsparciu finansowemu otrzymanemu od Towarzystwa Naukowej Pomocy. Uzależnienie od kart doprowadziło go do nędzy. Jednak dzięki pomocy Bogdana Jańskiego wyszedł na prostą i stał się jednym z najżarliwszych działaczy odrodzenia moralnego na emigracji. Ze względu na niedostatek piechotą obchodził rozrzucone po Francji grupy emigracyjne (m.in. Orlean, Agen, Bordeaux, Tuluza), oddziałując na nie słowem i przykładem. Osiadł w Lunel. 
Współpracował z „Kroniką Emigracji Polskiej”. Był utalentowanym poetą. Jego wiersze próbował wydać Józef Zaleski. Część jego wierszy ukazała się w druku w 1854 i 1855 oraz w 1960. Większość jednak pozostała w rękopisie. Tworzył utwory religijne („Hymny”) i patriotyczne (oparte na wspomnieniach z powstania listopadowego oraz wątkach historycznych Kościuszki i Napoleona). Najobszerniejszym poematem był trzyczęściowy „Śpiew łabędzia”, splatający wątki autobiograficzne i wizyjno-patriotyczne. Jego twórczość zawierała także pierwiastek wieszczy. Inspirował się Byronem i Mickiewiczem. 
Zmarł na chorobę płuc w szpitalu w Montpellier. Początkowo pochowany w Montepllier, następnie jego zwłoki przeniesiono do Lunel. 